# 基斯·高文 (政治人物)
基斯·高文（英語：Chris Coleman，1961年9月1日—）是美國明尼蘇達州的政治人物，明尼蘇達民主-農民-勞工黨黨員。現任明尼蘇達州聖保羅市市長。 他於2005年擊敗角逐連任的蘭迪·凱利（Randy Kelly），並於2006年1月3日就職為第54任聖保羅市長。2009年聖保羅市市長選舉及2013年聖保羅市市長選舉成功連任。

## 外部連結
- C-SPAN內的頁面（英文）